# Pallavolo ai VI Giochi panafricani
I tornei di pallavolo ai VI Giochi panafricani si sono disputati durante la VI edizione dei Giochi panafricani, che si è svolta a Bulawayo, nello Zimbabwe, nel 1995.

## Podi
| Evento                      | Oro    | Argento | Bronzo  |
| Torneo maschile (dettagli)  | Egitto | Camerun | Nigeria |
| Torneo femminile (dettagli) | Kenya  | Nigeria | Egitto  |